# Heinrich Stilling
Heinrich Stilling (* 1. Oktober 1853 in Kassel; †  11. Juni 1911 in Lausanne) war ein deutscher Pathologe und Hochschullehrer in Straßburg und Lausanne.

## Leben
Als dritter Sohn des jüdischen Anatomen und Chirurgen Benedikt Stilling und Bruder des Ophthalmologen Jakob Stilling studierte Heinrich Stilling Medizin an der Universität Leipzig, der Universität Bern und der Georg-August-Universität Göttingen. Er war Mitglied des Corps Brunsviga Göttingen (1873) und des Corps Rhenania Straßburg (1874). 1876 wurde er in Göttingen zum Dr. med. promoviert. Er ging als Zweiter Assistent an das Pathologische Institut der Kaiser-Wilhelms-Universität Straßburg zu Friedrich Daniel von Recklinghausen. Für eine Weile wechselte er in die Kieler Chirurgie zu Friedrich von Esmarch. Er kehrte nach Straßburg zurück und wurde Assistent bei Adolf Kußmaul und bei Franz König in Göttingen. 1881 kehrte er als Erster Assistent zum zweiten Male zu v. Recklinghausen zurück. Er habilitierte sich 1886. 1889 folgte er dem Ruf auf den Lehrstuhl für Pathologie an der neu gegründeten Medizinischen Fakultät in Lausanne. Einen Ruf an die Universität Genf als Nachfolger von Friedrich Wilhelm Zahn (1845–1904) lehnte er ab.
Seine Arbeitsgebiete waren die  Knochenpathologie (Osteochondritis syphilitica, Osteodystrophia deformans, experimentelle Osteomalazie), Untersuchungen am chromaffinen System (Nebennieren, Sympathikus), Transplantationen von Geweben und Organen und Untersuchungen zur Regeneration der Glatten Muskulatur. 1892 wurde Stilling in die Deutsche Akademie der Naturforscher Leopoldina gewählt. Er beherrschte fünf Sprachen, war ein bibliophiler Sammler und liebte die Musik.

## Publikationen
- mit Wilhelm Pfitzner: Über die Regeneration der glatten Muskeln. Archiv für Mikroskopische Anatatomie, Bd. 28 (1886), S. 396–412
- Osteogenesis imperfecta. Virchows Archiv 115 (1889), S. 357